# 卡拉富特冰原島峰
77°46′S 145°36′W / 77.767°S 145.600°W
卡拉富特冰原島峰（英語：Kalafut Nunatak）是南極洲的冰原島峰，位於瑪麗伯德地，屬於福特山脈中海恩斯山脈的一部分，美國地質調查局根據測量和該國海軍的空中照片繪入地圖，現時由南極條約體系管理。